# Kafuňkové z Chlumu
Kafuňkové z Chlumu (také z Kaufungen) byli starým rytířským rodem saského původu, který se usadil v Čechách již v polovině čtrnáctého století.
V roce 1351 se Jindřich z Kaufung vyskytl v Německem Brodě, jeho příbuzný Hynce Kafuněk z Chlumce přivedl v roce 1399 na Slánsko mnoho svých německých rodáků. Hylbrant Kafuněk získal od münsterberského knížete Jindřicha staršího v roce 1477 v Kladsku hrad Homoli, jeho bratr Jan naopak zase pomáhal jeho bratrovi knížeti Bartolomějovi ve Slezsku.

## Erb
Zajímavé je, že jeho členové užívali stejného erbu jako vladykové Chlumové z Chlumu, to znamená červeného stupně na stříbrném štítu, tehdy heraldické figury, která vzniká stupňovitým dělením štítu.